# Schakwa
Die Schakwa (russisch Ша́ква) ist ein rechter Nebenfluss der Sylwa im Einzugsgebiet der Kama in der russischen Region Perm.
Die Schakwa entspringt an den westlichen Ausläufern des Mittleren Urals. Sie fließt in überwiegend südwestlicher Richtung. Sie fließt nördlich an Berjosowka vorbei und mündet schließlich am nördlichen Stadtrand von Kungur in die Sylwa.
Die Schakwa hat eine Länge von 167 km. Sie entwässert ein Areal von 1580 km². Sie wird hauptsächlich von der Schneeschmelze gespeist.